# The Wooster Group
The Wooster Group est une compagnie théâtrale expérimentale basée à New York, connue pour avoir créé de nombreuses pièces dramatiques. Elle a émergé progressivement du Performance Group de Richard Schechner pendant la période 1975-1980, et a pris son nom en 1980. Les productions indépendantes de 1975-1980 ont été rétroactivement créditées au groupe.
La compagnie est dirigée par Elizabeth LeCompte et elle a lancé la carrière de nombreux acteurs, dont Willem Dafoe qui en est un des membres fondateurs.
Le siège de la compagnie est situé au 33 Wooster Street dans le quartier de SoHo à Manhattan.
Les productions de la compagnie sont caractérisées par leur style expérimental, et portent souvent sur des textes de Shakespeare, Tchekhov ou Eugene O'Neill

## Membres fondateurs
- Jim Clayburgh
- Willem Dafoe
- Spalding Gray
- Elizabeth LeCompte
- Peyton Smith
- Kate Valk (en)
- Ron Vawter[3]